# Marathon van Osaka 1990
De marathon van Osaka 1990 werd gelopen op zondag 28 januari 1990. Het was de 9e editie van de marathon van Osaka. Alleen vrouwelijke elitelopers mochten aan de wedstrijd deelnemen. De Portugese Rosa Mota kwam als eerste over de streep in 2:27.47.

## Uitslagen
| rang   | naam                | land | tijd    |
| ------ | ------------------- | ---- | ------- |
| Goud   | Rosa Mota           | POR  | 2:27.47 |
| Zilver | Katsuyo Hyodo       | JPN  | 2:29.36 |
| Brons  | Valentina Jegorova  | URS  | 2:29.47 |
| 4      | Mitsuyo Yoshida     | JPN  | 2:30.25 |
| 5      | Birgit Stephan      | GER  | 2:32.32 |
| 6      | Yuko Arimori        | JPN  | 2:32.51 |
| 7      | Ye-mei Li           | CHN  | 2:32.53 |
| 8      | Sachiko Yamashita   | JPN  | 2:33.17 |
| 9      | Ludmila Melicherova | TCH  | 2:34.07 |
| 10     | Renata Kokowska     | POL  | 2:34.07 |
| 11     | Eriko Asai          | JPN  | 2:34.31 |
| 12     | Naomi Watanabe      | JPN  | 2:34.39 |
| 13     | Akemi Takayama      | JPN  | 2:35.15 |
| 14     | Hiroe Fukuda        | JPN  | 2:36.19 |
| 15     | Hong-mei Wang       | CHN  | 2:36.30 |
| 16     | Satomi Iwashita     | JPN  | 2:36.46 |
| 17     | Laura Fogli         | ITA  | 2:37.16 |
| 18     | Alevtina Naumova    | URS  | 2:38.32 |
| 19     | Yuka Fukushima      | JPN  | 2:38.58 |
| 20     | Janeth Mayal        | BRA  | 2:39.11 |
| 21     | Chikage Kuromaru    | JPN  | 2:39.13 |
| 22     | Mayumi Hamada       | JPN  | 2:40.45 |
| 23     | Ayumi Ishikura      | JPN  | 2:41.08 |
| 24     | Shinobu Kurosaki    | JPN  | 2:41.48 |
| 25     | Hiroe Kikuchi       | JPN  | 2:42.09 |

1982 ·
1983 ·
1984 ·
1985 ·
1986 ·
1987 ·
1988 ·
1989 ·
1990 ·
1991 ·
1992 ·
1993 ·
1994 ·
1995 ·
1996 ·
1997 ·
1998 ·
1999 ·
2000 ·
2001 ·
2002 ·
2003 ·
2004 ·
2005 ·
2006 ·
2007 ·
2008 ·
2009 ·
2010 ·
2011 · 
2012 ·
2013 ·
2014 ·
2015 ·
2016 ·
2017